# El portal de los elfos
El Portal de los Elfos (Faerie Wars en el Reino Unido) es el primer libro de la saga de fantasía y ciencia ficción de Las Crónicas de las Guerras de las Hadas escritas por James Herbert Brennan. El primer libro de la serie fue publicado en el Reino Unido en febrero de 2003 por la editorial Bloomsbury Publishing. Hasta 2014 la saga contaba con cinco libros.

## Sinopsis
La historia empieza con las vacaciones de verano de Henry donde ese día descubrirá dos hechos que cambiaran el rumbo de su vida. El primero, es descubrir que sus padres están a punto de divorciarse. Lo segundo es el sorprendente descubrimiento en el jardín del señor Fogarty de un hada, Pyrgus Malvae, el Príncipe Heredero del Reino de los Elfos, que ha huido de su tierra para escapar de un serio peligro. Con la ayuda del viejo y excéntrico señor Fogarty, los dos muchachos se enfrentarán a un difícil reto: crear un portal que permita a Pyrgus volver a su reino, amenazado por los terribles elfos de la noche y los demonios del príncipe Beleth.

## Personajes

### Humanos
- Henry Atherton

- Señor Fogarty

- Martha Atherton

- Timothy Atherton

### Elfos de la luz
- Holly Blue

- Pyrgus Malvae

- Apatura Iris

- Prince Comma

- The Painted Lady

### Elfos de la noche
- Lord Black Hairstreak

- Silas Brimstone

- Jasper Chalkhill

### Demonios
- Beleth